# Los Angeles Lakers 2007-2008
La stagione 2007-08 dei Los Angeles Lakers fu la 59ª nella NBA per la franchigia.
I Los Angeles Lakers vinsero la Pacific Division della Western Conference con un record di 57-25. Nei play-off vinsero il primo turno con i Denver Nuggets (4-0), la semifinale di conference con gli Utah Jazz (4-2), la finale di conference con i San Antonio Spurs (4-1), perdendo poi la finale NBA con i Boston Celtics (4-2).

## Western Conference
| Squadra          | V  | P  | %    | GB |
| ---------------- | -- | -- | ---- | -- |
| L.A. Lakers      | 57 | 25 | 69,5 | -  |
| Phoenix Suns     | 55 | 27 | 67,1 | 2  |
| G.S. Warriors    | 48 | 34 | 58,5 | 9  |
| Sacramento Kings | 38 | 44 | 46,3 | 19 |
| L.A. Clippers    | 23 | 59 | 28   | 34 |

## Roster
| \| Pos. \| Num. \| Naz. \| Nome \| Altezza \| Peso \| Data nascita \| Provenienza \| \| ---- \| ---- \| ---- \| -------------------- \| ------- \| ------ \| ------------ \| --------------------------------------- \| \| A \| 3 \| \| Ariza, Trevor \| 203 cm \| 91 kg \| 30-06-1985 \| UCLA \| \| A \| 54 \| \| Brown, Kwame \| 211 cm \| 122 kg \| 10-03-1982 \| Glynn Academy \| \| G \| 24 \| \| Bryant, Kobe \| 198 cm \| 91 kg \| 23-08-1978 \| Lower Merion High School (Pennsylvania) \| \| C \| 17 \| \| Bynum, Andrew \| 213 cm \| 129 kg \| 27-10-1987 \| St. Joseph High School (New Jersey) \| \| A \| 43 \| \| Cook, Brian \| 206 cm \| 106 kg \| 04-12-1980 \| University of Illinois \| \| G \| 1 \| \| Crittenton, Javaris \| 196 cm \| 91 kg \| 31-12-1987 \| Georgia Tech \| \| G \| 6 \| \| Evans, Maurice \| 196 cm \| 100 kg \| 08-11-1978 \| Texas Longhorns \| \| G \| 5 \| \| Farmar, Jordan \| 188 cm \| 82 kg \| 30-11-1986 \| UCLA \| \| G \| 2 \| \| Fisher, Derek \| 185 cm \| 91 kg \| 09-08-1974 \| Arkansas–Little Rock \| \| A \| 16 \| \| Gasol, Pau \| 213 cm \| 103 kg \| 06-07-1980 \| Barca (Spain) \| \| G \| 11 \| \| Karl, Coby \| 196 cm \| 98 kg \| 06-03-1983 \| Boise State \| \| C \| 28 \| \| Mbenga, D.J. \| 213 cm \| 111 kg \| 30-12-1980 \| OpenJobMetis Varese (Italy) \| \| C \| 31 \| \| Mihm, Chris \| 213 cm \| 120 kg \| 16-07-1979 \| Texas \| \| A \| 14 \| \| Newble, Ira \| 201 cm \| 100 kg \| 20-01-1975 \| Miami (OH) \| \| A \| 7 \| \| Odom, Lamar \| 208 cm \| 100 kg \| 06-11-1979 \| Rhode Island \| \| A \| 10 \| \| Radmanović, Vladimir \| 208 cm \| 103 kg \| 19-11-1980 \| KK FMP (Serbia) \| \| A/C \| 21 \| \| Turiaf, Ronny \| 208 cm \| 113 kg \| 13-01-1983 \| Gonzaga \| \| G \| 18 \| \| Vujačić, Saša \| 201 cm \| 88 kg \| 8-03-1984 \| Pallalcesto Amatori Udine (Italy) \| \| A \| 4 \| \| Walton, Luke \| 203 cm \| 107 kg \| 28-03-1980 \| Arizona \| | Allenatore - Phil Jackson Assistente/i - Jim Cleamons (Vice-allenatore) - Frank Hamblen (Vice-allenatore) - Kurt Rambis (Vice-allenatore) - Brian Shaw (Vice-allenatore) - Kareem Abdul-Jabbar (Vice-allenatore speciale) - Craig Hodges (Vice-allenatore speciale) - Gary Vitti (Preparatore atletico) Legenda - (C) Capitano - (FA) Free agent - (S) Sospeso - (TW) Contratto Two-way - (GL) Assegnato a squadra G League affiliata - Infortunato Roster • Transazioni · Ultima transazione: 27 giugno 2008 |                         |                      |         |        |              |                                         |
| Pos. | Num. | Naz.                    | Nome                 | Altezza | Peso   | Data nascita | Provenienza                             |
| A | 3 | Stati Uniti (bandiera)  | Ariza, Trevor        | 203 cm  | 91 kg  | 30-06-1985   | UCLA                                    |
| A | 54 | Stati Uniti (bandiera)  | Brown, Kwame         | 211 cm  | 122 kg | 10-03-1982   | Glynn Academy                           |
| G | 24 | Stati Uniti (bandiera)  | Bryant, Kobe         | 198 cm  | 91 kg  | 23-08-1978   | Lower Merion High School (Pennsylvania) |
| C | 17 | Stati Uniti (bandiera)  | Bynum, Andrew        | 213 cm  | 129 kg | 27-10-1987   | St. Joseph High School (New Jersey)     |
| A | 43 | Stati Uniti (bandiera)  | Cook, Brian          | 206 cm  | 106 kg | 04-12-1980   | University of Illinois                  |
| G | 1 | Stati Uniti (bandiera)  | Crittenton, Javaris  | 196 cm  | 91 kg  | 31-12-1987   | Georgia Tech                            |
| G | 6 | Stati Uniti (bandiera)  | Evans, Maurice       | 196 cm  | 100 kg | 08-11-1978   | Texas Longhorns                         |
| G | 5 | Stati Uniti (bandiera)  | Farmar, Jordan       | 188 cm  | 82 kg  | 30-11-1986   | UCLA                                    |
| G | 2 | Stati Uniti (bandiera)  | Fisher, Derek        | 185 cm  | 91 kg  | 09-08-1974   | Arkansas–Little Rock                    |
| A | 16 | Spagna (bandiera)       | Gasol, Pau           | 213 cm  | 103 kg | 06-07-1980   | Barca (Spain)                           |
| G | 11 | Stati Uniti (bandiera)  | Karl, Coby           | 196 cm  | 98 kg  | 06-03-1983   | Boise State                             |
| C | 28 | RD del Congo (bandiera) | Mbenga, D.J.         | 213 cm  | 111 kg | 30-12-1980   | OpenJobMetis Varese (Italy)             |
| C | 31 | Stati Uniti (bandiera)  | Mihm, Chris          | 213 cm  | 120 kg | 16-07-1979   | Texas                                   |
| A | 14 | Stati Uniti (bandiera)  | Newble, Ira          | 201 cm  | 100 kg | 20-01-1975   | Miami (OH)                              |
| A | 7 | Stati Uniti (bandiera)  | Odom, Lamar          | 208 cm  | 100 kg | 06-11-1979   | Rhode Island                            |
| A | 10 | Serbia (bandiera)       | Radmanović, Vladimir | 208 cm  | 103 kg | 19-11-1980   | KK FMP (Serbia)                         |
| A/C | 21 | Francia (bandiera)      | Turiaf, Ronny        | 208 cm  | 113 kg | 13-01-1983   | Gonzaga                                 |
| G | 18 | Slovenia (bandiera)     | Vujačić, Saša        | 201 cm  | 88 kg  | 8-03-1984    | Pallalcesto Amatori Udine (Italy)       |
| A | 4 | Stati Uniti (bandiera)  | Walton, Luke         | 203 cm  | 107 kg | 28-03-1980   | Arizona                                 |